# Henryk I Brodaty

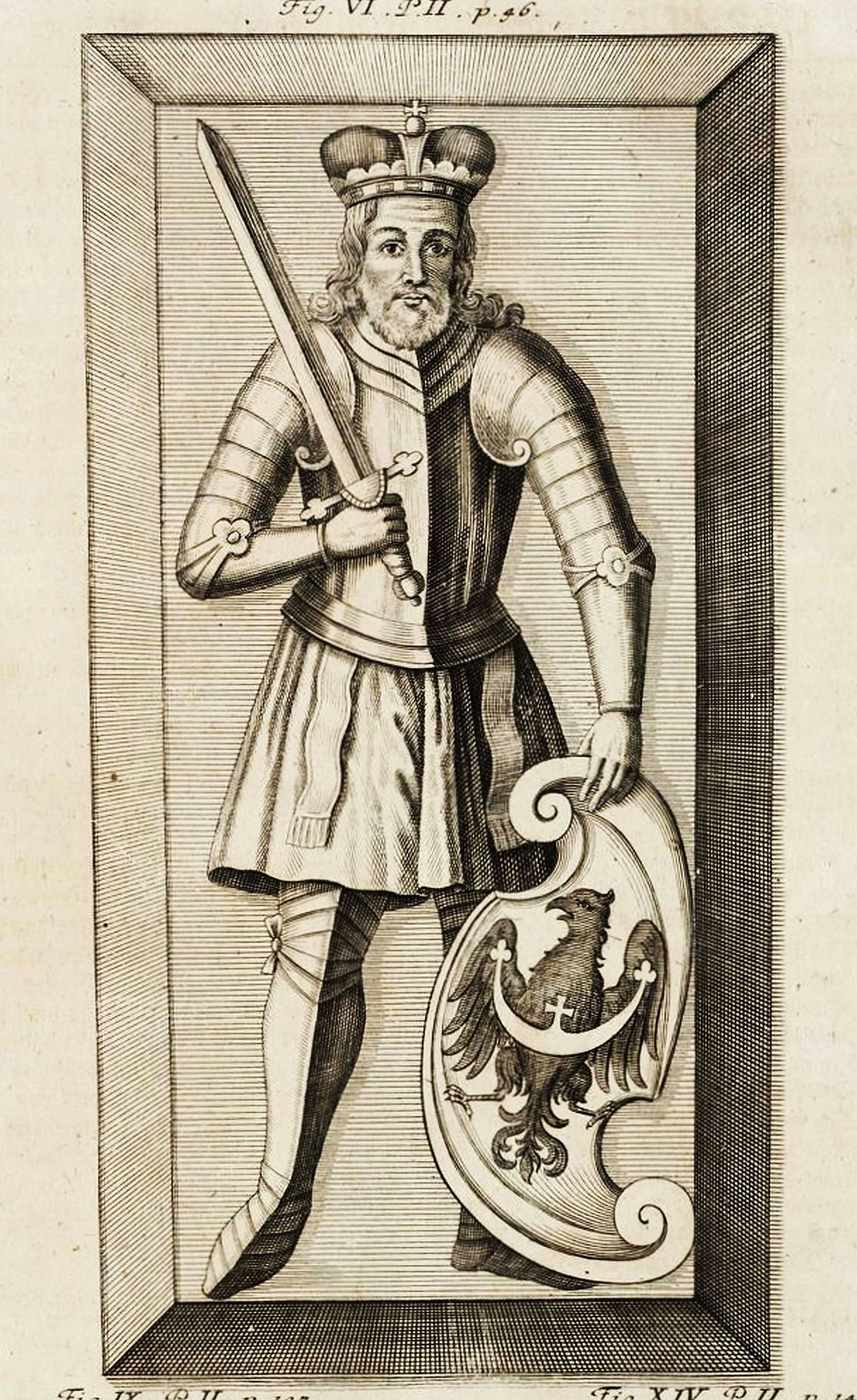
Płyta nagrobna Henryka I Brodatego w kościele cysterek w Trzebnicy, miedzioryt Bartłomieja Strachowskiego, 1733

Henryk I Brodaty (Jędrzych I Brodaty, ur. między 1165 a 1170, zm. 19 marca 1238 w Krośnie Odrzańskim) – książę wrocławski w latach 1201–1238, opolski 1201–1202, kaliski 1206–1207 i od 1234, władca ziemi lubuskiej do 1206, 1210–1218 i od 1230, od 1231 książę krakowski, od 1234 w południowej Wielkopolsce po rzekę Wartę, od 1230 opieka nad Opolem, od 1232 opieka nad Sandomierzem, od 1234 pełnia władzy nad Opolszczyzną (przekazanie Kazimierzowicom w zamian ziemi kaliskiej pod swoim zwierzchnictwem), ze śląskiej linii dynastii Piastów, założyciel tzw. monarchii Henryków Śląskich.

## Genealogia. Ślub z Jadwigą z Andechs

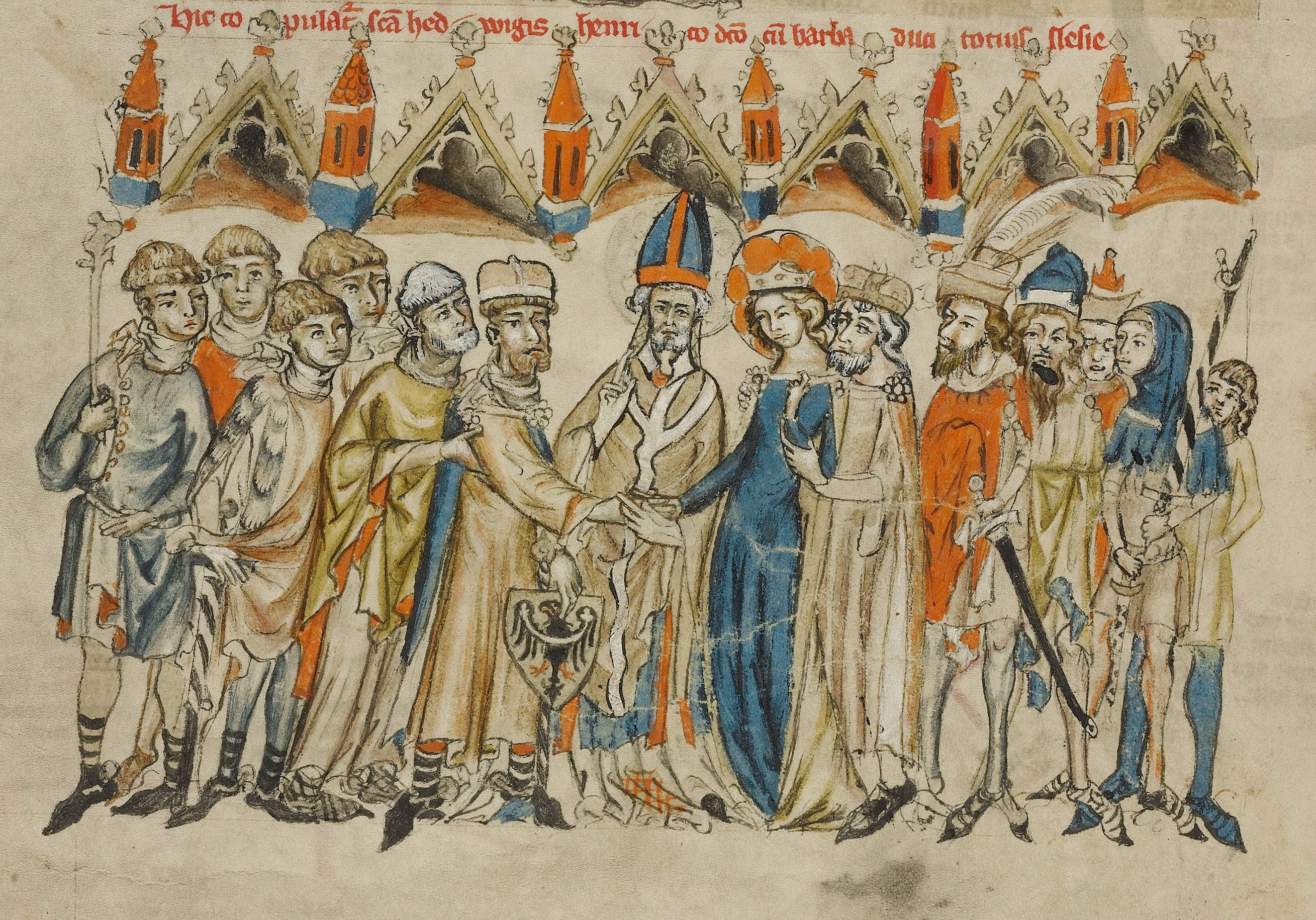
Ślub Henryka I Brodatego z Jadwigą z Andechs, według ikonografii z XIV w.

Henryk I Brodaty (w ówczesnej polszczyźnie mówiono Jędrzych, a nie Henryk) był czwartym pod względem starszeństwa synem Bolesława I Wysokiego i Krystyny, jego drugiej małżonki, pochodzącej zapewne z Niemiec. W chwili urodzenia najprawdopodobniej nie był przewidywanym dziedzicem schedy po ojcu (zgodnie z ówczesną praktyką zostałby przeznaczony do stanu duchownego), jednak wobec przedwczesnej śmierci starszych braci (Bolesława, Konrada i Jana) i kariery kościelnej przyrodniego brata Jarosława, już około 1190 r. stał się jedynym spadkobiercą. Wtedy to Bolesław zaczął wprowadzać syna w arkana wielkiej polityki. Ożenił go z Jadwigą (późniejszą świętą), córką księcia Meranu, Bertolda VI, spokrewnioną lub spowinowaconą z cesarzami rzymskimi, władcami Węgier, Czech, Austrii i Francji.

### Wywód rodowodowy
| 4. Władysław II Wygnaniec zm. 30 maja 1159                       |  |                                                 |  |  |                                       |
|                                                                  |  | 2. Bolesław I Wysoki zm. 7 lub 8 grudnia 1201   |  |  |                                       |
| 5. Agnieszka Babenberg zm. 24 lub 25 stycznia między 1160 a 1163 |  |                                                 |  |  |                                       |
|                                                                  |  |                                                 |  |  | 1. Henryk I Brodaty zm. 19 marca 1238 |
| 6. nieznany przodek                                              |  |                                                 |  |  |                                       |
|                                                                  |  | 3. Krystyna niemiecka (?) zm. 23 lutego po 1201 |  |  |                                       |
| 7. nieznany przodek                                              |  |                                                 |  |  |                                       |
|                                                                  |  |                                                 |  |  |                                       |

## Początek rządów i utrata Opola

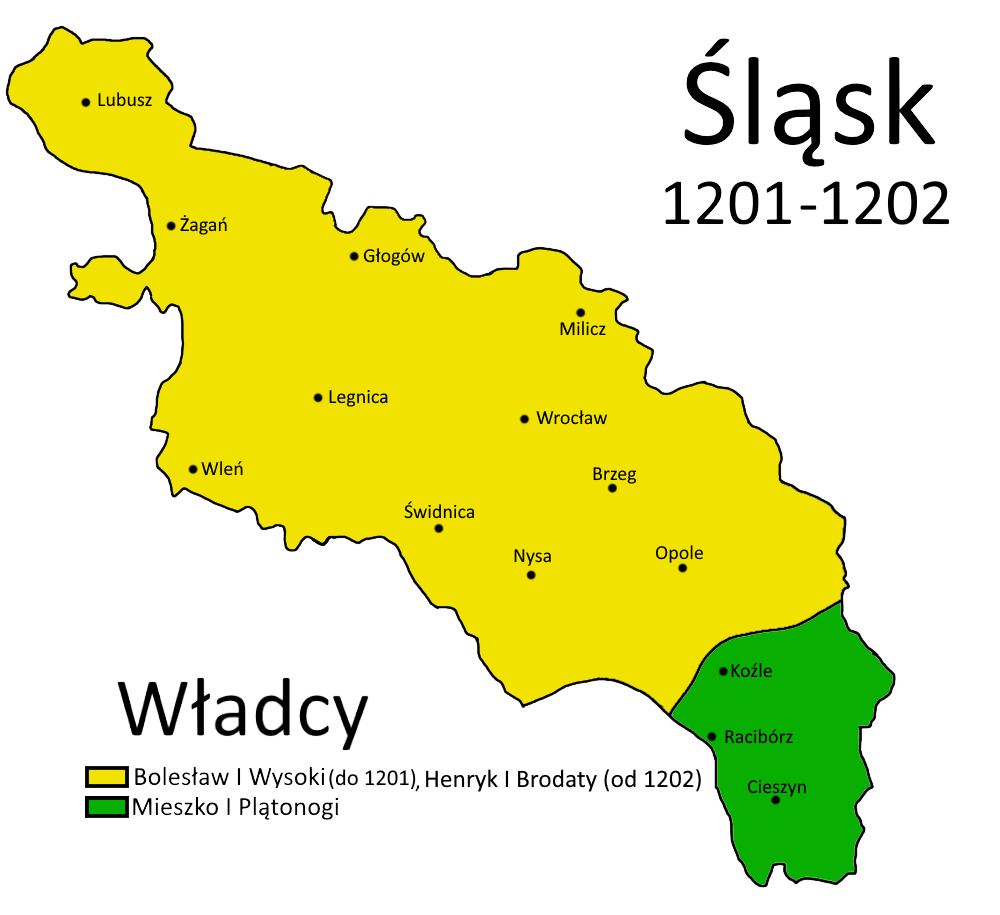
Księstwo śląskie pod panowaniem Henryka Brodatego 1201-1202 (żółty kolor)

W chwili śmierci Bolesława Wysokiego 7 lub 8 grudnia 1201, Henryk był dobrze przygotowany do przejęcia władzy, choć nie obyło się bez przejściowych trudności. Na początku 1202 stryj Henryka, dotychczasowy książę raciborski, Mieszko I Plątonogi, śmiałym atakiem zdobył przyłączoną zaledwie w 1201 przez Bolesława Wysokiego (po śmierci syna Jarosława) Opolszczyznę. Ambitny książę zająłby z pewnością więcej ziem, gdyby nie zgodna postawa Kościoła, który stanął murem za Henrykiem. Pokój zawarty za pośrednictwem arcybiskupa gnieźnieńskiego Henryka Kietlicza oraz biskupów: krakowskiego (Pełki) i wrocławskiego Cypriana, nie był jednak zbyt korzystny dla nowego księcia śląskiego – nie tylko musiał się on zrzec świeżego nabytku ojca, ale jeszcze zapłacić dużej wielkości okup w wysokości 1000 grzywien srebra.

## Hohenstaufowie, Wittelsbachowie, Welfowie i Przemyślidzi
Lata kolejne przyniosły niespodziewane zaangażowanie się Henryka w politykę europejską. Był to czas, kiedy w Niemczech trwała zażarta walka pomiędzy Hohenstaufami i Welfami. W walce tej Henryk bezpośrednio nie uczestniczył, starając się zachować neutralność, ale zaręczyny jego córki Gertrudy z Ottonem Wittelsbachem (stronnikiem Hohenstaufów) stawiały księcia śląskiego w gronie potencjalnych sojuszników tego niemieckiego rodu (z drugiej jednak strony przyjął na swoim dworze wygnanego z Czech przez Przemysła Ottokara I Dypolda III Borzywoja, pochodzącego z bocznej linii Przemyślidów, a król czeski należał do czołowych w Niemczech stronników Welfów, co sugerowałoby świadome zaangażowanie. Nie bez znaczenia były również naciski polityczne krewnych żony – hrabiów z Andechs).
Spokojne wyczekiwanie na zwycięzcę wydawało się dobrym posunięciem Henryka, i kiedy w 1204 Hohenstaufowie zdobyli znaczącą przewagę w wojnie na terenie Niemiec, książę śląski zdecydował się zerwać zaręczyny córki z Wittelsbachem pod wpływem listów króla niemieckiego Filipa Szwabskiego ostrzegających przed niezrównoważeniem kandydata na zięcia. Bardzo szybko okazało się, że nowo kreowany król niemiecki miał całkowitą rację. Otto Wittelsbach, dowiedziawszy się o zerwaniu zaręczyn, oskarżył Hohenstaufów o knowania (zresztą słusznie) i poprzysiągł im zemstę. Okazja nadarzyła się już wkrótce. W 1208 Europą wstrząsnęła wiadomość o brutalnym morderstwie, jakiego Otto dokonał na Filipie. Wydarzenia te w sposób zasadniczy zmieniły sytuację polityczną w Niemczech i przyniosły niespodziewane zwycięstwo Ottona IV Welfa w walce o tron oraz upadek znaczenia krewnych żony Henryka – hrabiów Andechs. Cele polityczne księcia śląskiego (znalezienie sobie silnego poparcia na terenie Niemiec) nie zostały więc zrealizowane. Do unormowania stosunków z Czechami doszło dopiero około 1218, kiedy ożenił swojego syna Henryka II z córką Przemysła Ottokara, Anną.

## Początek współpracy z Władysławem Laskonogim
W kolejnych latach książę śląski zaabsorbował się sprawami w Polsce. W 1202 umarł książę Wielkopolski Mieszko III Stary, co przyniosło spore przetasowania na scenie politycznej. Doszło wtedy do powstania dwóch obozów – z jednej strony byli to książę opolsko-raciborski Mieszko Plątonogi, oraz następca i nieodrodny syn Mieszka Starego Władysław Laskonogi (celem ich polityki była silna władza książęca i przywrócenie zasady senioratu), z drugiej książęta juniorzy: Leszek Biały, Konrad mazowiecki oraz Władysław Odonic (pragnęli przede wszystkim utrzymać swój stan posiadania, a w przypadku Władysława, chciał on wywalczyć od Laskonogiego wydzielenie mu ojcowizny). Henryk Brodaty w narastającym konflikcie pragnął pozostać neutralny, choć z pewnością bliższe mu były ideały obozu seniorów (nie był również bez szans na objęcie władzy po ewentualnym przywróceniu senioratu, gdyż był najstarszym po Mieszku Plątonogim Piastem).
Wkrótce jednak okoliczności zmusiły go do większego zaangażowania. W 1206 z tronu krakowskiego usunięty został Władysław Laskonogi. Nowym księciem został starszy syn Kazimierza Sprawiedliwego, Leszek Biały. Utrata Krakowa zmusiła Władysława Laskonogiego do zmiany spektrum zainteresowań (pragnął zwiększyć swoją obecność na Pomorzu Zachodnim), w związku z czym zaproponował Henrykowi niezwykłą transakcję – wymianę ziemi kaliskiej na należącą do Śląska ziemię lubuską. Z oferty tej (bardzo zresztą korzystnej) Henryk skwapliwie skorzystał, stała się jednak ona przyczyną kolejnego zamieszania. Decyzją tą poczuł się pokrzywdzony bratanek Władysława Laskonogiego, Władysław Odonic, który bezskutecznie domagał się własnego działu. Za Odonicem stanął Kościół z Henrykiem Kietliczem na czele oraz część możnych, Laskonogi okazał się jednak silniejszy i obaj przeciwnicy – książę i arcybiskup znaleźli się na wygnaniu. Udali się do Wrocławia, co postawiło Henryka w trudnej sytuacji, gdyż miał on wobec metropolity dług wdzięczności za pomoc okazaną u progu panowania. Po krótkim wahaniu Henryk zdecydował się poprzeć banitów, a co więcej, oddał nowo nabytą ziemię kaliską Odonicowi, z tym że w przypadku odzyskania dziedzictwa ojcowego (tj. zapewne Poznania) miał on zwrócić dar księciu śląskiemu. Polityka ta w sposób oczywisty przyczyniła się do pogorszenia stosunków Henryka z Władysławem Laskonogim. Nie na długo jednak. W 1208 miał miejsce zjazd w Głogowie, podczas którego doszło do ponownego zbliżenia z władcą Wielkopolski.

## Bulla papieża Innocentego III
W 1210 doszło do zaskakującego wydarzenia: z kancelarii papieża Innocentego III wyszedł dokument przywracający zasadę senioratu, co uderzało w księcia krakowskiego Leszka Białego, a bezpośrednio przynosiło sukces najstarszemu Piastowi, Mieszkowi Plątonogiemu. Bullę wydano na prośbę niewymienionego z imienia księcia śląskiego, którym mógł być jednak tylko Henryk Brodaty, gdyż Mieszko używał tytułu księcia opolsko-raciborskiego. W całym kraju zapanowała konsternacja – nikt nie wiedział, jak w tej sytuacji się zachować.
Henryk Ketlicz zdecydował się zwołać synod międzydzielnicowy w Borzykowej, gdzie miano zastanowić się nad rozwiązaniem problemu. Na zjazd oprócz hierarchii kościelnej przybyli książęta juniorzy oraz Henryk Brodaty. Leszek Biały, chcąc zapewnić sobie poparcie Kościoła, wraz z pozostałymi Piastami wydał wielki przywilej immunitetowy, który zapewniał biskupom nienaruszalność stanu ich posiadania (przywileju tego nie podpisali Henryk Brodaty i Władysław Laskonogi, choć postanowień raczej przestrzegali). Mieszko Plątonogi zamiast jednak do Borzykowej pojechał z wojskiem do Krakowa, gdzie wobec zamieszania decyzyjnego bez problemów się usadowił. Było to apogeum powodzenia księcia raciborskiego, bowiem już w maju następnego roku sędziwy Mieszko zmarł. Dopiero wtedy arcybiskupowi Kietliczowi udało się spowodować odwołanie w Rzymie postanowień bulli przywracających seniorat. Henryk Brodaty, pomimo że to on był teraz najstarszym Piastem, nie oponował, gdyż jego uwaga została skierowana gdzie indziej. Do Krakowa powrócił Leszek Biały.

## Pierwsza wojna o Lubusz

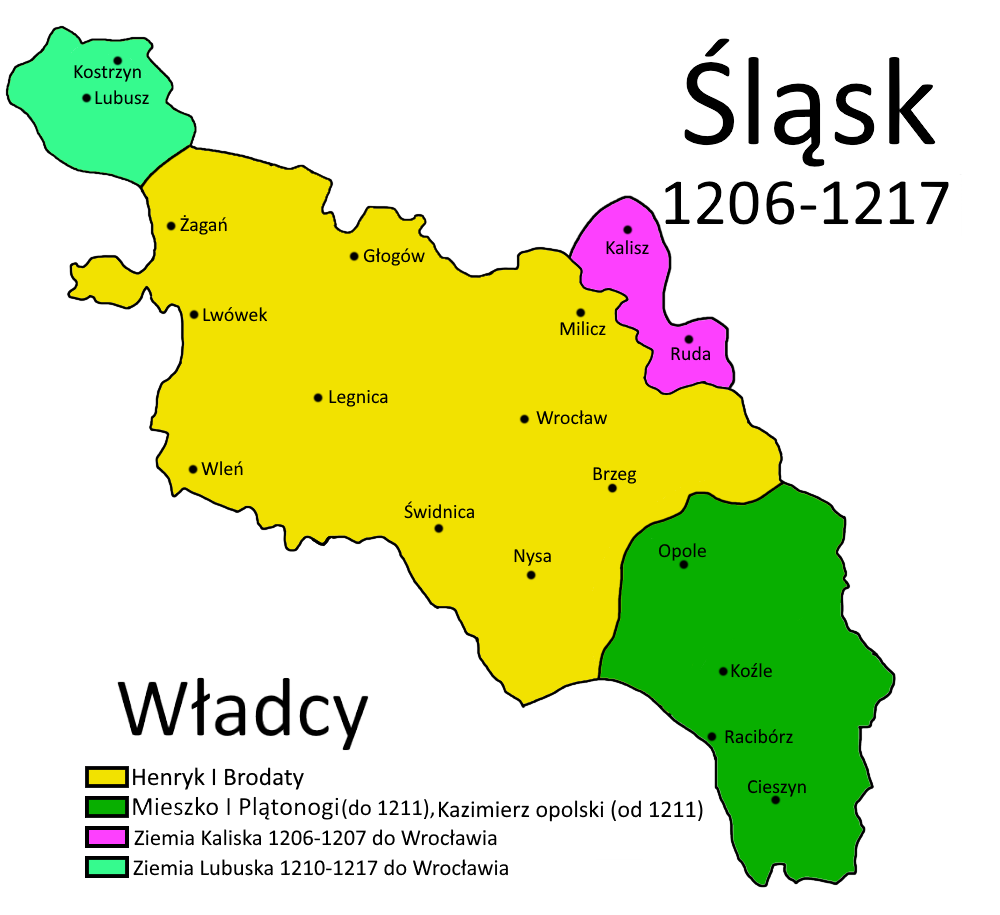
Państwo Henryka I Brodatego w drugim dziesięcioleciu XIII wieku (żółty kolor) oraz ziemie należące do Henryka okazjonalnie: ziemia lubuska (miętowy kolor) i ziemia kaliska (różowy)

Powodem, dla którego Henryk zrezygnował z Krakowa, było zajęcie przez margrabiego Dolnych Łużyc, Konrada II, ziemi lubuskiej. Wprawdzie Lubusz należał od 1206 do dzielnicy Władysława Laskonogiego, ale utrata przez władcę Wielkopolski tak ważnego strategicznie grodu stanowiła realne zagrożenie również dla władztwa Henryka. Nie dziwi więc szybka decyzja Brodatego o przerzuceniu sił nad zachodnią granicę państwa. Początkowo, książę próbował spór załatwić pokojowo. W tym celu wysłał do Altenburga, gdzie przebywał cesarz Otton IV, posłów, którzy mieli uzyskać zwrot ziemi lubuskiej Polsce. Posłowie wrócili jednak z niczym, stąd Henryk Brodaty postanowił zorganizować wyprawę zbrojną. Ostatecznie okazało się, że szczęście księciu śląskiemu sprzyjało, gdyż 6 maja 1210 r. zmarł margrabia Konrad, a Henryk zajął należącą do niego ziemię lubuską, wraz z przynależnym do Łużyc Gubinem. W tym ostatnim Henryk utrzymał się co najmniej do 1218 r.

## Trójprzymierze Piastowskie
W kolejnych latach swojego panowania Henryk Brodaty zdecydował się na daleko idącą współpracę z Leszkiem Białym i Władysławem Laskonogim. Zasady przymierza zostały ustalone na spotkaniach w 1217 z Leszkiem Białym i Władysławem Laskonogim w Dankowie i rok później z Władysławem Laskonogim w Sądowlu. Każdy z członków tego swoistego piastowskiego trójprzymierza (chociaż współpracował też z nimi Konrad mazowiecki) miał inne cele i o ile można zrozumieć zyski Władysława (natychmiastowe odzyskanie ziemi lubuskiej, pomoc w usunięciu bratanka) czy Leszka (formalne zwierzchnictwo nad resztą kraju, układ o przeżycie ze starszym o kilkanaście lat Laskonogim), to korzyści Henryka Brodatego są tutaj najmniej jasne. Przez kilka następnych lat współpraca odbywała się wzorowo. Pierwszym sprawdzianem była sprawa wyboru arcybiskupa gnieźnieńskiego po śmierci Henryka Kietlicza. Wybór sojuszników padł tutaj na Iwo Odrowąża, jednak nominację zablokował niespodziewanie papież i dopiero nowy kandydat, Wincenty Niałek, zdołał wszystkich do siebie przekonać. Jednakże głównym motywem działań trójprzymierza były wyprawy wojenne przeciw pogańskiemu ludowi Bałtów – Prusom. Wyprawy zostały zorganizowane w 1222 i 1223, jednak mimo dużego wysiłku finansowego i militarnego żadnych trwałych sukcesów nie udało się osiągnąć. Wtedy to najprawdopodobniej Henryk Brodaty, mający swoje kontakty na terenie Niemiec, wyszedł z propozycją sprowadzenia do Polski krzyżaków. Zamiar ten został zrealizowany w 1226.

## Próba zdobycia Krakowa w 1225 i druga wojna o Lubusz

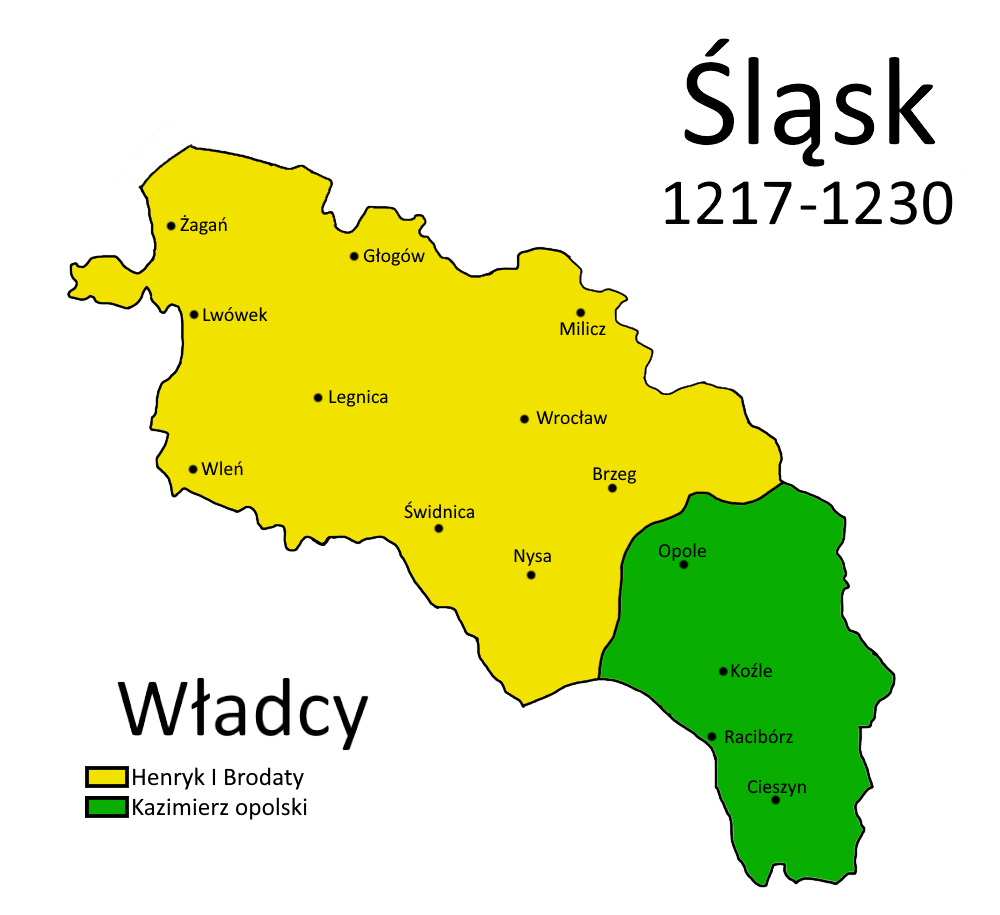
Dolny Śląsk pod rządami Henryka I

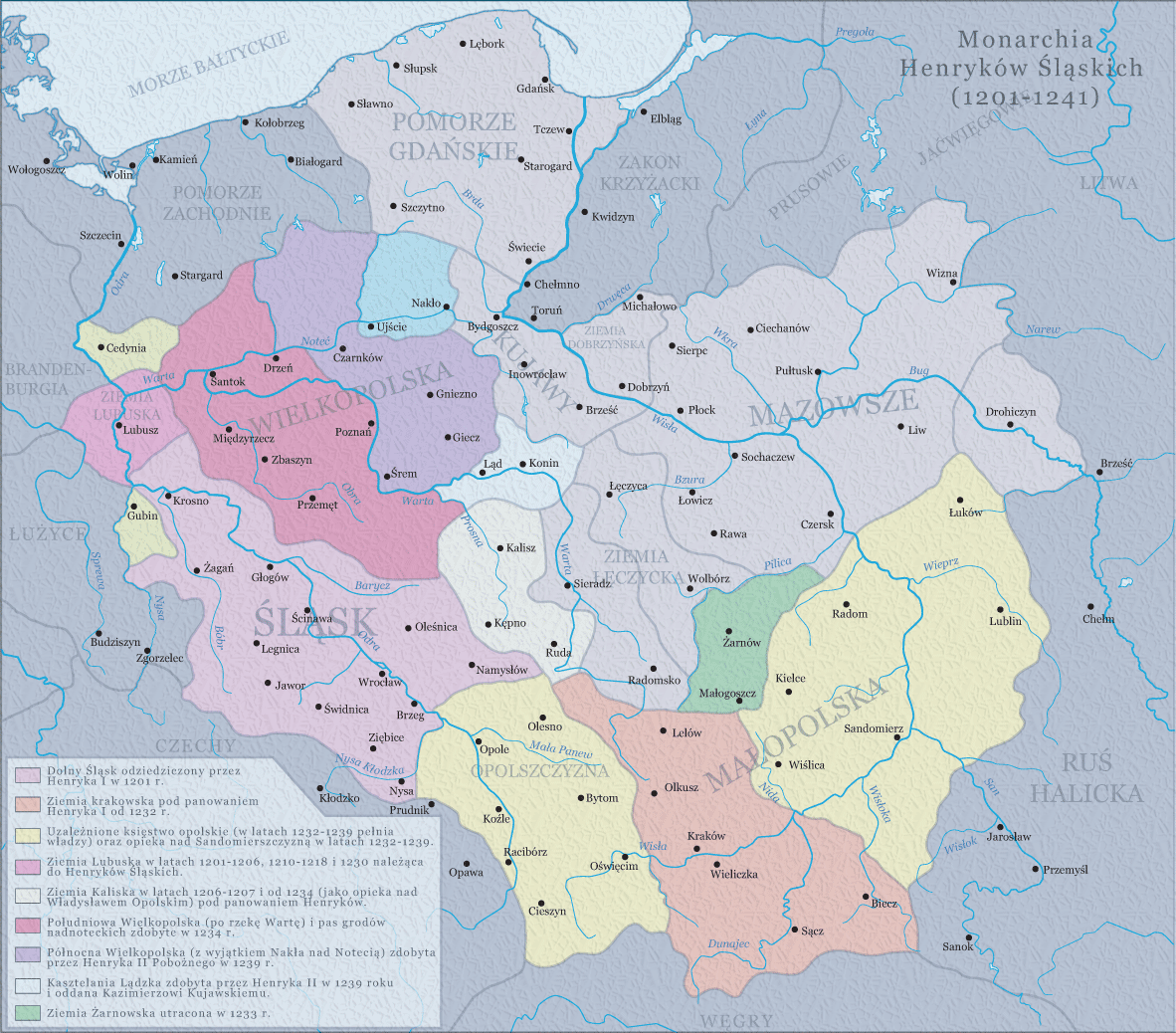
Monarchia Henryków Śląskich (1201-1241)

W 1223 w spójnym dotąd sojuszu zaczęły powstawać coraz większe rysy. W Wielkopolsce pojawił się Władysław Odonic i dzięki pomocy namiestnika Gdańska Świętopełka udało mu się opanować Ujście nad Notecią. Kłopoty z bratankiem skutecznie uniemożliwiły Władysławowi Laskonogiemu kontynuowanie ogólnopolskiej polityki. Do zaskakujących wypadków doszło w 1225, kiedy Henryk Brodaty, korzystając z zaangażowania Leszka Białego w sprawy ruskie, podstępnie złamał układ i wkroczył do Krakowa. Do wojny między Leszkiem a Henrykiem nie doszło na skutek napadu landgrafa turyńskiego Ludwika IV na Lubusz. Wprawdzie po układzie w Sądowlu ziemia ta należała ponownie do Laskonogiego, lecz Henryk Brodaty nie chcąc ryzykować utraty tej ważnej strategicznie placówki, zdecydował się na układy ze ścigającymi go wojskami Leszka i Konrada. Treść układu zawartego nad Dłubnią nie jest znana, prawdopodobnie każda ze stron zgodziła się na zachowanie status quo. Walki o ziemię lubuską z przerwami przeciągnęły się aż do 1230 (po rezygnacji Ludwika, o Lubusz w 1229 upomniał się arcybiskup magdeburski), kiedy to ostatecznie udało się Henrykowi przyłączyć tę ważną strategicznie krainę do swojego państwa (za zgodą pozbawionego już w tym czasie Wielkopolski Władysława Laskonogiego). Dodatkowym nabytkiem – przejściowym był gród w Cedyni uzyskany w jakimś lokalnym konflikcie z księciem zachodniopomorskim Barnimem I.

## Zjazd w Gąsawie i śmierć Leszka Białego
W 1227 Leszek Biały postanowił wreszcie podjąć próbę rozwiązania najbardziej palących problemów. W tym celu zorganizował zjazd władców piastowskich do leżącej na Kujawach Gąsawy. Na zjazd oprócz możnych świeckich i duchownych przybyli Leszek Biały, jego brat Konrad Mazowiecki, Władysław Odonic i Henryk Brodaty. Z nieznanych powodów do Gąsawy nie przyjechał Władysław Laskonogi, co jest tym dziwniejsze, że jedną z ważniejszych spraw, którą miano tam załatwić, był jego spór z bratankiem. Innym ważnym powodem zjazdu była zbyt samodzielna, zdaniem Leszka Białego, polityka namiestnika Gdańska, Świętopełka, którego miano albo nakłonić do rezygnacji z samodzielności, albo całkowicie usunąć. Świętopełk miał jednak inne plany i zorganizował napad rycerzy (pomagał mu zapewne Władysław Odonic), w wyniku którego zginął książę krakowsko-sandomierski Leszek Biały. Henryk Brodaty został poważnie ranny, a uratował się wyłącznie dzięki poświęceniu i wierności rycerza Peregryna z Wiesenburga, który zasłonił go własnym ciałem. Wydarzenia gąsawskie rozegrały się 24 listopada 1227 i całkowicie zmieniły sytuację geopolityczną. Nowa wojna o opróżniony tron krakowski była kwestią czasu.

## Henryk Brodaty namiestnikiem w Krakowie

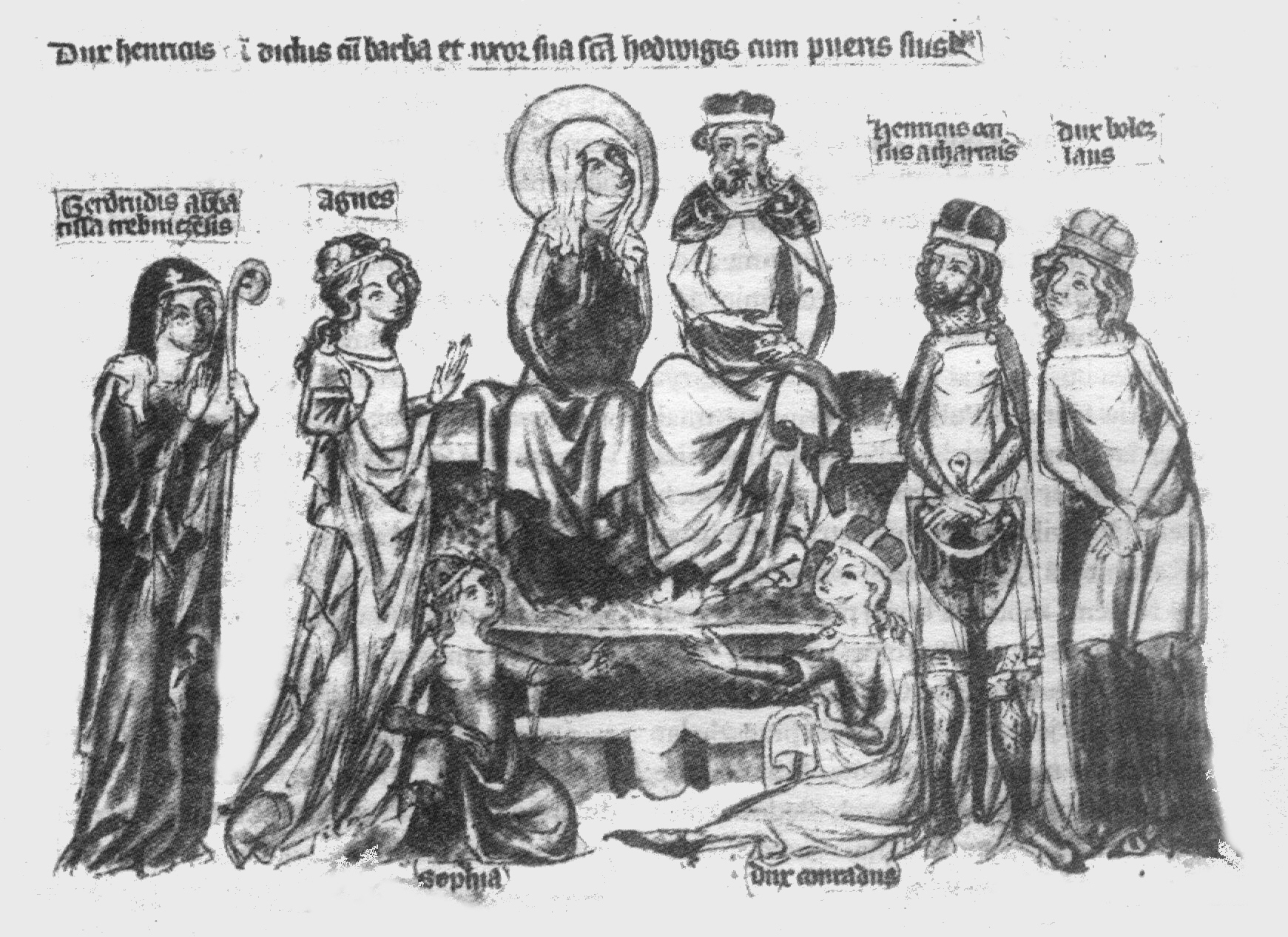
Henryk Brodaty z żoną Jadwigą i z dziećmi (od lewej stoją: Gertruda, Agnieszka, Henryk II, Bolesław, siedzą Zofia i Konrad), ikonografia z XIV w.

Leszek Biały pozostawił rocznego syna Bolesława, więc wiadomo było, że przynajmniej do czasu osiągnięcia przez niego wieku sprawnego, ziemię krakowską przejmie ktoś inny. Najpoważniejszym kandydatem od początku wydawał się książę wielkopolski, Władysław Laskonogi, który przed zjazdem w Gąsawie zawarł z młodszym od siebie Leszkiem układ o przeżycie i teraz niespodziewanie pojawiła się przed nim szansa panowania nad Krakowem. Nie dane mu jednak było bezproblemowe przejęcie Małopolski, gdyż z pretensjami do spadku po bracie wystąpił Konrad mazowiecki (w Sandomierzu – sytuacja była nie mniej skomplikowana: dziedzicznym jej władcą uznano młodocianego Bolesława Wstydliwego, zaś rządy namiestnicze objęła jego matka Grzymisława, z pomocą miejscowych możnych). Szybko jednak stało się jasne, że musi ona uznać zwierzchność jednego z kandydatów do władzy w Krakowie. Zgodnie z wcześniejszymi ustaleniami, opiekunem Bolesława stał się Władysław Laskonogi. Z początku wydawało się, że zwycięzcą walki o Kraków stanie się Władysław Laskonogi, który uzyskał dzięki wielkiemu przywilejowi dla możnych w Cieni duże poparcie w dzielnicy. Szczęście szybko się jednak odwróciło, gdyż skomplikowała się sytuacja w Wielkopolsce, gdzie po raz kolejny przewagę w wojnie domowej uzyskał Władysław Odonic. W tych to okolicznościach w Krakowie pojawił się Henryk Brodaty, jednak nie w roli udzielnego księcia, tylko jako namiestnik Laskonogiego. Nie czynił tego zapewne bezinteresownie, gdyż ceną, za którą zdecydował się wesprzeć księcia wielkopolskiego militarnie, było uznanie linii śląskiej książąt piastowskich za dziedziców zarówno w Małopolsce, jak i w Wielkopolsce, czym poczuli się skrzywdzeni Konrad mazowiecki i Władysław Odonic.

## Wyprawa Mazowszan
W 1228 wojna z Konradem władcą Mazowsza wybuchła z pełną siłą, tocząc się ze zmiennym szczęściem.
Do Małopolski na czele wojska mazowiecko-kujawskiego wkroczył Konrad mazowiecki. Na ziemi tej doszło do serii bitew z oddziałami Henryka Brodatego (wtedy pretendenta do Krakowa wysłanego tam przez Laskonogiego w charakterze namiestnika), zmagania te zadecydowały o realizacji mazowieckich zamiarów. Według kolejności walczono pod Skałą, pod Wrocieryżem, na końcu pod Międzyborzem, gdzie Mazowszanie poszli w rozsypkę. Wszystkie bitwy zostały przez agresora przegrane i mazowieckie wojska musiały wycofać się na północ, za Pilicę.

## Niewola i utrata Małopolski

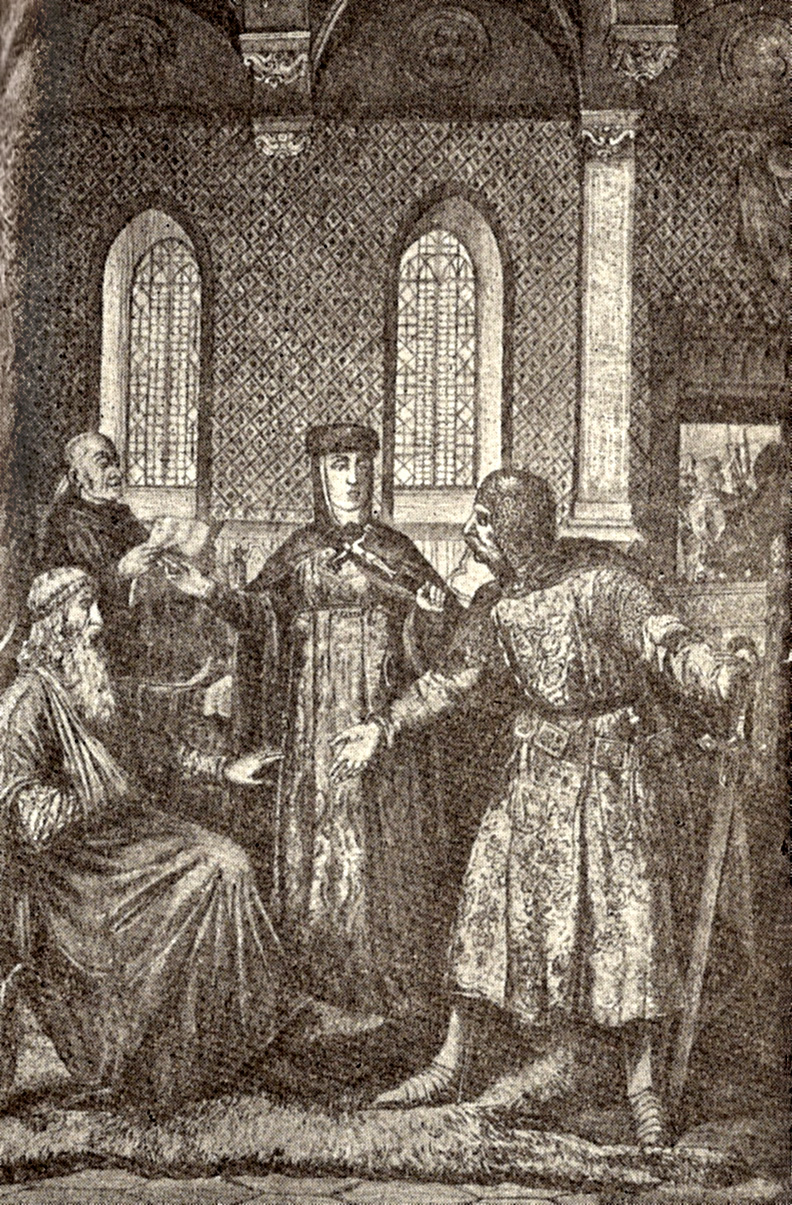
Św. Jadwiga godzi Henryka Brodatego z Konradem Mazowieckim

Po wygranej dla Henryka wojnie sytuacja uległa diametralnej zmianie. Książę Śląska, z natury zwolennik silnej władzy monarszej, nie mógł się podobać możnym krakowskim. Dodatkowym powodem ich oporu był fakt, że książę śląski wszedł w posiadanie Krakowa za ich plecami, choćby tylko jako namiestnik, co było według nich pogwałceniem układu w Cieni.
Henryk Brodaty, chcąc ułagodzić nabrzmiałe konflikty, w 1229 zwołał wiec dzielnicowy do Spytkowic. Okazało się szybko, że nie był to najlepszy pomysł – książę został bowiem podczas mszy świętej obezwładniony przez przeciwników politycznych (znowu ciężko ranny) i uwięziony w Płocku.
Konrad triumfował, tym bardziej że również w Wielkopolsce sytuacja rozwijała się po jego myśli. Wprawdzie wielka wyprawa, jaką podjął na początku 1229 z posiłkami ruskimi przeciw Laskonogiemu, poniosła porażkę pod murami Kalisza, lecz jeszcze tego samego roku pełne zwycięstwo nad stryjem odniósł Władysław Odonic, usuwając go z Wielkopolski. Władysław Laskonogi znalazł się na wygnaniu w Raciborzu, zaś Konrad mazowiecki już bez większych przeszkód wszedł w posiadanie Krakowa. Triumf Konrada wydawał się zupełny. Wojna nie była wprawdzie jeszcze zakończona, gdyż władzę nad Śląskiem wobec niewoli ojca przejął teraz Henryk Pobożny, który zaczął przygotowywać wyprawę zbrojną na Małopolskę, lecz zwycięstwo wydawało się tylko kwestią czasu.

## Interwencja żony Jadwigi i pozorna rezygnacja z Krakowa
Realna pomoc przyszła dla Henryka z zupełnie nieoczekiwanej strony. Otóż do Płocka udała się jego świątobliwa żona Jadwiga. Szczegóły rozmów, jakie tam wówczas przeprowadzono, nie są znane, w każdym razie Konrad, któremu nie obce były morderstwa przeciwników politycznych, zdecydował się wypuścić na wolność Henryka. Nie uczynił tego za darmo – warunkiem uwolnienia Henryka była rezygnacja z roszczeń do Małopolski. Książę śląski nie zamierzał jednak poddawać się i już parę miesięcy po powrocie do Wrocławia wystarał się u papieża o zwolnienie go z przysięgi złożonej pod przymusem.
Wojna uległa jednak zawieszeniu, co nie oznacza, że Henryk stracił zainteresowanie tym, co się działo w Małopolsce (a ważnych wydarzeń w tej dzielnicy nie brakowało, przede wszystkim coraz bardziej narastało niezadowolenie możnych z bezkompromisowych rządów Konrada. Sympatii wzbudzić nie mogło również postępowanie księcia mazowieckiego względem bratanka Bolesława, którego pozbawił dzielnicy sandomierskiej i osadził na jego miejscu syna, również Bolesława). Powodem tego stanu rzeczy było zaangażowanie się Henryka w próbę odzyskania dla Władysława Laskonogiego Wielkopolski.

## Śmierć Władysława Laskonogiego. Henryk Brodaty ponownie w Krakowie
Wyprawa podjęta w 1231 zakończyła się klęską pod wałami Gniezna, lecz jeszcze tego samego roku, szczęśliwie dla Henryka, Władysław Laskonogi zginął niespodziewanie, zamordowany w Środzie Śląskiej przez niemiecką dziewczynę, którą usiłował zgwałcić. Jedynym następcą i dziedzicem Laskonogiego, i to zarówno w Wielkopolsce, jak i w Małopolsce, stał się teraz Henryk Brodaty. Władzę na tych terenach trzeba było jednak wydrzeć siłą. Na pierwszy ogień Henryk postanowił wziąć losy dziedzictwa małopolskiego, tym bardziej że po śmierci księcia opolsko-raciborskiego Kazimierza I, pod jego opieką znalazła się księżna-wdowa Wiola wraz z nieletnimi synami – Mieszkiem i Władysławem, co wobec strategicznego położenia tej dzielnicy na drodze do Krakowa z pewnością ułatwiło walkę. Jednak najważniejsze karty kolejnego konfliktu znajdowały się nie w rękach Henryka czy Konrada, ale małopolskiego rodu Świebodziców-Gryfitów, który zdecydował się poprzeć księcia śląskiego w jego walce. Nie bez znaczenia był również fakt poparcia, jakiego Henrykowi, jako księciu krakowskiemu udzieliła księżna Grzymisława, która ponownie przeszła wraz z synem pod zwierzchnictwo Henryka. Konrad nie zamierzał rezygnować bez walki, jednak tym razem wobec powszechnego poparcia Małopolan dla władzy Henryka, ostatecznie do 1232 udało się wyprzeć księcia mazowieckiego z większości obszaru dzielnicy.

## Pierwsza próba zdobycia Wielkopolski. Niepewna ugoda z Konradem mazowieckim
W 1232 przed Henrykiem Brodatym otworzyła się również szansa zdobycia Wielkopolski. Podjęta z wielkim zaangażowaniem sił i środków wyprawa skończyła się jednak całkowitym niepowodzeniem, na skutek bierności wobec śląskiego kandydata miejscowych możnych i poparcia dla Władysława Odonica udzielonego przez Kościół. Pełnym sukcesem zakończyła się za to wojna w Małopolsce. W 1233 doszło do podpisania ugody Henryka z Konradem mazowieckim w Chełmie. Książę śląski godził się na rezygnację ze związanej dotąd z Małopolską ziemi łęczycko-sieradzkiej, w zamian otrzymując uznanie swojej władzy w Krakowie. Henryk Brodaty objął także ponownie opiekę nad Bolesławem Wstydliwym, któremu Konrad mazowiecki starał się odebrać dziedzictwo. Bolesław został nawet przejściowo razem z matką uwięziony i tylko dzięki śmiałej akcji Świebodziców-Gryfitów zdołał odzyskać ponownie wolność. Walki podjazdowe w Małopolsce trwały jednak praktycznie do śmierci Henryka.

## Druga wojna z Władysławem Odonicem o dziedzictwo po Laskonogim
Latem 1234 Henryk Brodaty zdecydował się na ponowną interwencję w Wielkopolsce. Tym razem kampania potoczyła się zupełnie inaczej niż dwa lata wcześniej. Przede wszystkim stało się tak dlatego, że Władysław stracił poparcie części możnych, oddając część prerogatyw książęcych arcybiskupowi gnieźnieńskiemu Pełce. Sukces był zupełny i Odonic chcąc ratować choć resztkę władzy zgodził się na kompromisowy pokój zawarty za pośrednictwem arcybiskupa – musiał jednak oddać Henrykowi połowę Wielkopolski po linię rzeki Warty, z Kaliszem i Poznaniem na czele. Podobnie jak w Małopolsce, również tutaj nie doszło do całkowitego uspokojenia na granicach. Wzajemne zbrojne podchody trwały dalej i tak np. w 1235 udało się Władysławowi odzyskać podstępnie gród w Śremie (w obronie grodu zginął przebywający od lat na dworze we Wrocławiu syn wygnanego z Czech księcia dzielnicowego Dypolda, Bożywoj).
Zdobycie Wielkopolski umożliwiło księciu śląskiemu rozwiązać problem Opolszczyzny, która jako terytorium, przez które biegły wszystkie ważniejsze trakty z Wrocławia do Krakowa była niezwykle ważna strategicznie. W 1234 Henryk zdecydował się wydzielić (pod swoim zwierzchnictwem) książętom opolskim ziemię kaliską wraz z ziemią rudzką (wieluńską), w zamian za co przejął bezpośrednią kontrolę nad Opolem.

## Starania o koronę królewską. Próba zapewnienia dziedzictwa synowi
Zdobycie Wielkopolski stworzyło z państwa nazwanego przez historyków „Monarchią Henryków Śląskich” największą w Polsce potęgę. Niestety nie było to państwo spójne terytorialnie i politycznie. Właściwie dla każdego księstwa był inny tytuł własności i tylko na Dolnym Śląsku władza była wystarczająco silna, by nie martwić się o sukcesję. Ciągłe zagrożenie ze strony Konrada mazowieckiego i Władysława Odonica zmusiły Henryka w 1234 do dopuszczenia swojego syna imiennika do formalnych współrządów. Nastąpił też rozdział dworu i kompetencji między oboma Henrykami. Ojciec tytułował się odtąd księciem śląskim i krakowskim, zaś syn księciem śląskim i wielkopolskim. Henryk Brodaty wystarał się też o porozumienie z możnymi krakowskimi, dzięki któremu zostało zapewnione następstwo po nim synowi. W celu pełnego zabezpieczenia stanu posiadania Henryk rozpoczął też starania o koronację królewską dla syna. W tym celu nawiązał nawet kontakty z cesarzem rzymskim, Fryderykiem II. Narastający konflikt z Kościołem i rychła śmierć zaprzepaściły jednak te ambitne plany.

## Polityka wewnętrzna
W polityce wewnętrznej Henryk I Brodaty stał na straży utrzymania szerokich jeszcze wówczas uprawnień książęcych. W celu neutralizacji rosnących w potęgę możnych, starał się popierać średnie rycerstwo. Rozpoczął też ograniczanie roli urzędników ziemskich, zwłaszcza kasztelanów. Całkowite wyeliminowanie czynnika możnowładczego nie było możliwe i z tych względów Henryk oparł swoje rządy na rodach Grzymalitów, Lisów i Gryfitów.
Z kolei stosunki z Kościołem katolickim nie układały się najlepiej. W wielu sprawach Henryk zdecydował się pójść na ustępstwa, lecz ledwo zakończony konflikt odradzał się zwykle pod inną postacią (np. w 1227 zgodził się pobierać dla biskupa zryczałtowaną dziesięcinę od ludności zajmującej się trzebieniem puszczy nadgranicznej, w tym też czasie zgodził się też na oddawanie części dochodów ze śląskich kopalni złota. Trzy lata później Henryk musiał też zrezygnować z uprawnień sądowych w należącej w przeważającej większości do biskupa wrocławskiego kasztelanii nysko-otmuchowskiej, zachowując tylko dochody z tego tytułu). Pod koniec życia Henryka wzajemne stosunki jeszcze bardziej się skomplikowały.
Do zadrażnień immunitetowych doszły również polityczne. Tyczyło się to głównie permanentnej wojny Henryka z Władysławem Odonicem, popieranym przez Kościół katolicki. Obie strony swoich racji próbowały dochodzić nawet przed papieżem, bez większych jednakże rezultatów. Pod koniec życia Henryk wdał się też w spór z biskupem wrocławskim o naruszenie immunitetów w dobrach kościelnych, w wyniku którego książę śląski znalazł się nawet pod klątwą kościelną. Sprawa nie doczekała się rozwiązania aż do śmierci Henryka, co spowodowało trudności Henryka II Pobożnego z pochówkiem ojca na uświęconej ziemi. Dopiero jego ustępstwa spowodowały zmianę nastawienia Kościoła. Pomimo tylu zadrażnień, Henryk Brodaty potrafił znaleźć wspólny język ze stanem duchownym. Dobrym przykładem jest tutaj owocna współpraca z biskupami lubuskimi, którym powierzył kierownictwo misji dominikańskiej w księstwie halickim.
Innym ważnym aspektem polityki wewnętrznej Henryka była jego działalność gospodarcza, co przyniosło szybko wymierne korzyści – wzrost bogactwa ziemi śląskiej. Środkiem do podniesienia poziomu gospodarczego była intensywna kolonizacja na prawie niemieckim niezamieszkanych obszarów Pogórza Sudeckiego i puszcz nadgranicznych. Wprawdzie zarzuca się Henrykowi, że ta polityka przyczyniła się do znacznego zgermanizowania dużych połaci Śląska, ale mówienie wzorem niektórych historyków o polityce narodowościowej w XIII wieku jest dużym nieporozumieniem. Kolonizacja na prawie niemieckim nie objęła wyłącznie terenów wiejskich, Henryk Brodaty nadał bowiem prawa miejskie kilkunastu miejscowościom (pierwsza była w 1211 Złotoryja).

## Śmierć i opinie o Henryku Brodatym
Henryk I Brodaty umierając 19 marca 1238 w Krośnie Odrzańskim, był obłożony klątwą przez biskupa wrocławskiego Tomasza I za zniszczenie dóbr kościelnych; został pochowany w ufundowanym przez siebie klasztorze trzebnickim. Całość swojego dziedzictwa pozostawił jedynemu pozostałemu przy życiu synowi, Henrykowi II Pobożnemu. Z małżeństwa z Jadwigą z Andechs miał w sumie czterech synów (oprócz Henryka także Bolesława i drugiego nieznanego z imienia zmarłego w dzieciństwie przed 1208, oraz Konrada Kędzierzawego zmarłego tragicznie w wyniku wypadku podczas polowania w 1213) oraz cztery córki (Agnieszkę, Zofię i Annę zmarłe w dzieciństwie oraz Gertrudę – niedoszłą małżonkę Ottona Wittelsbacha, późniejszą ksienię klasztoru w Trzebnicy).
Henryk I Brodaty uznawany jest przez historyków za jednego z najwybitniejszych Piastów okresu rozbicia dzielnicowego. Wprawdzie dzieło jego rąk rozleciało się zaledwie trzy lata później na skutek ciosu, który nadszedł z zupełnie niespodziewanej strony – Mongołów, lecz historycy do dziś zastanawiają się, czy gdyby nie klęska w bitwie pod Legnicą, to Polska nie zostałaby zjednoczona w połowie XIII stulecia, co pozwoliłoby uniknąć strat terytorialnych. Jako zdolny polityk i gospodarz, Henryk Brodaty umożliwił Śląskowi, ale też częściowo Małopolsce i Wielkopolsce nadążyć za szybkimi zmianami w Europie Zachodniej. Jeden z kronikarzy nazwał go mężem uczciwym i pożytecznym dla ludzi. Jego osobistym znakiem był odwrócony półksiężyc z krzyżem pośrodku – w postaci białej przepaski na skrzydłach czarnego orła zachował się on w herbie śląskim, a w pełnej postaci w herbie Wrocławia.

## Fundacje
- opactwo cysterek w Trzebnicy
- opactwo cystersów w Henrykowie
- kościół pw. Ducha Świętego we Wrocławiu
- klasztor magdalenek w Nowogrodźcu nad Kwisą

## Pomniki
Henryka Brodatego upamiętnia renesansowa płaskorzeźba umieszczona w portalu bramy wjazdowej Zamku Piastów Śląskich w Brzegu.

### Źródła
- Bielski Marcin – Kronika Polska Marcina Bielskiego wydania Kazimierza Józefa Turowskiego, Sanok 1856, tom I (księga I, II, III).
- By czas nie zaćmił i niepamięć – wybór kronik średniowiecznych, opracowała Antonina Jelicz, Warszawa 1975.
- Długosz Jan – Roczniki czyli kroniki sławnego Królestwa Polskiego, księga piąta i szósta, 1140–1240, Warszawa 1973.
- Kromer Marcin – Kronika Polska Marcina Kromera biskupa warmińskiego ksiąg XXX. Dotąd w trzech językach a mianowicie łacińskim, polskim i niemieckim. Wydana na język polski z łacińskiego przełożona przez Marcina z Błażowa Błażowskiego i wydana w Krakowie w drukarni M. Loba 1611 r., obecnie wydana w języku polskim trzecie, tom II, Sanok 1868, tom I (nie wiadomo).
- Kronika Wielkopolska, Przetłumaczył Kazimierz Abgarowicz, Przypisy i wstęp Brygida Kurbis, Warszawa 1965.
- Księga Henrykowska – tłum. Roman Grodecki, Poznań – Wrocław 1949.

### Opracowania
- Baszkiewicz Jan – Powstanie Zjednoczonego państwa polskiego na przełomie XIII i XIV wieku, Warszawa 1954.
- Boras Zygmunt – Książęta piastowscy Śląska, Katowice 1974.
- Boras Zygmunt – Szkice z dziejów Opolszczyzny, Poznań 1961.
- Cetwiński Marek – Rycerstwo Śląskie do końca XIII wieku, pochodzenie – gospodarka – polityka, Wrocław 1980.
- Dąbrowski Jan – Dawne dziejopisarstwo polskie (do roku 1480), Wrocław 1964.
- Grabski Andrzej Feliks – Polska w opiniach obcych X-XIII w., Warszawa 1964.
- Grodecki Roman – Podziały i zjednoczenie państwa polskiego (1138-1320) w świetle źródeł, Kraków 1924.
- Grodecki Roman, Zachorowski Stanisław, Dąbrowski Jan – Dzieje Polski średniowiecznej t. 1-2, Kraków 1995.
- Heck Roman – Główne linie rozwoju średniowiecznego dziejopisarstwa śląskiego, [w:] Studia Źródłoznawcze, t. 22, za rok 1977.
- Heck Roman – O pierwszym konflikcie narodowym na Śląsku i rzekomym powstaniu górników w czasach Henryka Brodatego, [w:] Ars Historica nr 71, Poznań 1976.
- Heck Roman – Rozdrobnienie feudalne na Śląsku, w: Polska w okresie rozdrobnienia feudalnego – pod red. Henryka Łowmiańskiego, Wrocław 1973.
- Jasienica Paweł – Polska Piastów, Warszawa 1996.
- Jasiński Kazimierz – Rodowód Piastów śląskich t. 1-3, Wrocław 1973, 75, 77.
- Jasiński Tomasz – Stosunki śląsko-pruskie i śląsko-krzyżackie w pierwszej połowie XIII wieku, [w:] Ars Historyca, Poznań 1976.
- Koneczny Feliks – Dzieje Polski za Piastów, Kraków 1902.
- Korta Wacław – Średniowieczna annalistyka Śląska, Wrocław 1966.
- Labuda Gerard – Śmierć Leszka Białego (1227), w: Roczniki Historyczne – Rocznik LXI – 1995.
- Łodyński Marian – Polityka Henryka I Brodatego i jego syna w latach 1232–1241, [w:] „Przegląd Historyczny”, tom XIV, za 1912, z. 1.
- Maleczyńska Ewa – Wrocławskie panie piastowskie i ich partnerzy, Wrocław 1966.
- Maleczyński Karol – Henryk I Brodaty (ok. 1168-1238), [w:] Polski Słownik Biograficzny – t. IX, pod red. Kazimierza Lepszego, Wrocław 1960 – 1.
- Mularczyk Jerzy – Kronika Polska i jej relacja o bitwie pod Studnicą, Kwartalnik Historyczny, r. XLV, 1988, z.2, Warszawa – Poznań 1989.
- Mularczyk Jerzy – Władza książęca na Śląsku w XIII wieku, Wrocław 1984.
- Olejnik Karol – Obrona polskiej granicy zachodniej 1138-1385, okres rozbicia dzielnicowego i monarchii stanowej, Poznań 1970.
- Powierski Jan – Stosunki polsko-pruskie do 1230 roku, ze szczególnym uwzględnieniem roli Pomorza Gdańskiego, Toruń 1968.
- Przybył Maciej – Władysław Laskonogi, Poznań 1998.
- Marzec Andrzej – Henryk I Brodaty urodzony między 1165 a 1170 – zmarł 19 III 1238, w: Piastowie leksykon biograficzny, pod red. Szczura Stanisława i Ożóga Krzysztofa, Kraków 1999.
- Sadowski Tomasz – Książęta opolscy i ich państwo, Wrocław 2001.
- Sadowski Tomasz – Poczet książąt Wrocławia, Wrocław 1999.
- Semkowicz Aleksander – Zbrodnia Gąsawska, [w:] Ateneum – pismo naukowe i literackie. T. III za rok 1886 (zbioru ogólnego XLIII), s. 328–348.
- Umiński Józef – Śmierć Leszka Białego, [w:] Nasza Przeszłość – Studia z dziejów Kościoła i kultury katolickiej w Polsce, Kraków 1947, tom II.
- Wasilewski Tadeusz – Kazimierz II Sprawiedliwy, w: Poczet królów i książąt polskich pod red. Andrzeja Garlickiego, Warszawa 1984.
- Włodarski Bronisław – Rywalizacja o ziemie pruskie w połowie XIII
- Zientara Benedykt – Henryk Brodaty i jego czasy, Warszawa 1997.
- Zientara Benedykt – Jak powstają legendy – Tragedia Konrada Kędzierzawego, [w:] „Mówią Wieki” rok 1972 nr 8/9.
- Zientara Benedykt – Konrad Kędzierzawy i bitwa pod Studnicą, [w:] „Przegląd Historyczny”, tom LXX, zeszyt I, Warszawa 1979.
- Zientara Benedykt – Henryk I Brodaty, w: Poczet królów i książąt Polskich pod red. Andrzeja Garlickiego, Warszawa 1984.
- Żylińska Jadwiga – Piastówny i żony Piastów, Warszawa 1967.